# Betim
Betim – miasto w Brazylii, położone w stanie Minas Gerais. Liczba mieszkańców w 2000 roku wynosiła 295 480.
Od połowy lat 70. w Betim działa fabryka firmy Fiat Automóveis produkująca samochody osobowe i dostawcze. W tym czasie produkcja wzrosła z około 100 tys. sztuk rocznie do ponad 700 tys. sztuk rocznie. Produkowano lub produkuje się tam m.in. modele osobowe Fiat 147, Fiat Elba, Fiat Idea, Fiat Marea, Fiat Oggi, Fiat Panorama, Fiat Palio, Fiat Prêmio, Fiat Punto, Fiat Siena, Fiat Uno, oraz dostawcze Fiat Doblò, Fiat Fiorino, Fiat Penny i Fiat Strada.

## Sport
Gospodarz Klubowych mistrzostw świata siatkarzy w  2013.
W mieście ma siedzibę klub piłkarski Betim Futebol.